# Снэп-музыка
Снэп-музыка (англ. Snap music) — поджанр хип-хоп музыки, возникший в начале 2000-х годов в Атланте (штат Джорджия). Новый стиль музыки быстро завоевал популярность, что повлияло на распространение хип-хопа как жанра на Юге. К 2006 году стиль достиг пика своей популярности. Жанр сформировался под влиянием южного рэпа, кранка (crunk), а также элементов диско и фанка. Название жанра происходит от английского глагола «to snap» (рус. щёлкать пальцами),  что отражает характерный звуковой элемент треков.

## Стиль

### Снэп-музыка
Композиции в стиле снэп обычно строятся на минималистичной ритм-секции, басовой линии, щелчках пальцами и вокале. Несмотря на то, что стиль разрабатывался для исполнения в ночных клубах, его ритм отличается медленным темпом, что делает его нетипичным для танцевальной сцены. 
Существует определенный спор относительно того, кого следует считать основателем данного стиля. В качестве таковых называются Dem Franchize Boyz, K-rab, D4L и продюсер Mr. Collipark.
Наиболее известные треки, определившие жанр: 
- Dem Franchize Boyz - Lean Wit It, Rock Wit It
- D4L - Laffy Taffy
- Soulja Boy - Crank That

### Снэп-танец
Характерной чертой снэп-танца является использование щелчков пальцами в качестве ритмических акцентов, синхронизированных с движениями танцора и битом композиции. По одним данным, танцевальное направление было основано группой Flo Mastas. Однако авторство стиля вызывает споры: в частности, группы D4L и Dem Franchize Boyz конфликтовали с другими исполнителями по поводу приоритета в создании Snap Dance.

### Критика
Снэп-музыка подвергалась критике со стороны представителей других направлений хип-хопа. Её обвиняли в чрезмерной простоте и коммерциализации, считая, что она противоречит основным ценностям хип-хоп-культуры и снижает музыкальные стандарты жанра.

## Исполнители
- K-Rab
- Lil Jon
- Ben Hill Squad
- Ying Yang Twins
- Dem Franchize Boyz
- Mr. Collipark
- Soulja Boy
- D4L
- Fabo- King Of Snap
- Arab
- BHI
- Yung Joc
- Baker Road Click
- Pop It Off Boyz